# رحلة السيد هولاند (فلم)
رحلة السيد هولاند (بالإنجليزية: The Lavender Hill Mob) هو فيلم كوميدي تم إنتاجه في المملكة المتحدة وصدر في سنة 1951.

## بطولة
- أليك غينيس

### ترشيحات وجوائز
| السنة | الحدث  | الفئة             | النتيجة  |
| ----- | ------ | ----------------- | -------- |
|       | أوسكار | أفضل سيناريو أصلي | فـــــوز |

## وصلات خارجية
- مقالات تستعمل روابط فنية بلا صلة مع ويكي بيانات